# Dominic John Rebelo
Dominic John Rebelo, född 14 augusti 1978, är en kenyansk bågskytt. Han deltog vid olympiska sommarspelen 1996 och 2000.